# Kimberlit
Kimberlit je vrsta peridotita, ki vsebuje olivin in sljude, včasih pa se v njej nahajajo tudi diamanti. Ime je ta magmatska kamnina dobila po mestu Kimberley v Južni Afriki, kjer so znani rudniki diamantov. Kimberlit se tam pojavlja v stebrastih magmatskih intruzijah, ki zapolnjujejo cevi, po katerih je nekoč tekla lava.